# Virginie Faivre
Virginie Faivre (Lausanne, 6 september 1982) is een Zwitserse freestyleskiester.

## Carrière
Bij haar wereldbekerdebuut, in november 2003 in Saas-Fee, stond Faivre direct op het podium. Tijdens de wereldkampioenschappen freestyleskiën 2005 in Ruka eindigde ze als vierde op het onderdeel halfpipe. In het seizoen 2007/2008 en het seizoen 2008/2009 won de Zwitserse de wereldbeker op het onderdeel halfpipe. Op 11 januari 2009 boekte Faivre in Les Contamines-Montjoie haar eerste wereldbekerzege. Op de wereldkampioenschappen freestyleskiën 2009 in Inawashiro veroverde ze de wereldtitel op het onderdeel halfpipe.
In Oslo nam de Zwitserse deel aan de wereldkampioenschappen freestyleskiën 2013, op dit toernooi werd ze opnieuw wereldkampioene op het onderdeel halfpipe. In het seizoen 2012/2013 won Faivre voor de derde keer in haar carrière de wereldbeker op het onderdeel halfpipe.

## Resultaten

### Olympische Spelen
| Jaar | Plaats | Resultaten  |
| ---- | ------ | ----------- |
| 2014 | Sotsji | 4e Halfpipe |

### Wereldkampioenschappen
| Jaar | Plaats     | Resultaten  |
| ---- | ---------- | ----------- |
| 2005 | Ruka       | 4e Halfpipe |
| 2009 | Inawashiro | Halfpipe    |
| 2013 | Voss       | Halfpipe    |

### Wereldbeker
Eindklasseringen
| Seizoen   | Algm   | HP     |
| --------- | ------ | ------ |
| 2003/2003 | Brons  | Zilver |
| 2007/2008 | 73e    | Goud   |
| 2008/2009 | 10e    | Goud   |
| 2010/2011 | 18e    | Brons  |
| 2011/2012 | 69e    | 7e     |
| 2012/2013 | Zilver | Goud   |

Wereldbekerzeges
| Datum            | Plaats                  | Onderdeel |
| ---------------- | ----------------------- | --------- |
| 11 januari 2009  | Les Contamines-Montjoie | Halfpipe  |
| 16 februari 2013 | Sotsji                  | Halfpipe  |